# Make Me Bad
Make Me Bad è un singolo del gruppo musicale statunitense Korn, pubblicato il 22 maggio 2000 come secondo estratto dal quarto album in studio Issues.

## Video musicale
Il videoclip, diretto da Martin Weisz, trae ispirazione dalla serie di film Alien e ha visto partecipazione di vari attori, tra cui Brigitte Nielsen, Udo Kier, Tatjana Patitz e Shannyn Sossamon.

## Tracce
CD promozionale (Germania)
1. Make Me Bad (Album Version) – 3:55

CD promozionale (Messico)
1. Make Me Bad (Album Version) – 3:55
2. Make Me Bad (Radio Edit Clean) – 3:55

CD promozionale (Regno Unito) – The Mixes
1. Make Me Bad (Kornography Mix) – 4:42
2. Make Me Bad (Sickness in Salvation Mix) – 3:27
3. Make Me Bad (Sybil Mix) – 5:16
4. Make Me Bad (Danny Saber's Remix) – 4:18
5. Make Me Bad (Album Version) – 3:55

CD promozionale (Stati Uniti)
1. Make Me Bad (Radio Edit) – 3:55
2. Make Me Bad (Album Version) – 3:55

CD promozionale (Stati Uniti) – Remixes
1. Make Me Bad (Sickness in Salvation Mix) – 3:27
2. Make Me Bad (Kornography Mix) – 4:42
3. Make Me Bad (Danny Saber's Remix) – 4:18
4. Make Me Bad (Sybil Mix) – 5:16
5. Make Me Bad (Single Mix) – 4:10

CD singolo (Australia)
1. Make Me Bad – 3:52
2. Dirty (Single Mix) – 3:55
3. Make Me Bad (Single Mix) – 4:10
4. Make Me Bad (Sickness in Salvation Mix) – 3:28
5. Make Me Bad (Danny Saber's Remix) – 4:20
6. Make Me Bad (Kornography Mix) – 4:43
7. Make Me Bad (Sybil Mix) – 5:15

CD singolo (Germania, Regno Unito)
1. Make Me Bad (Album Version) – 3:55
2. Dirty (Live) – 3:56
3. Make Me Bad (Live) – 4:10
4. Make Me Bad (Video) – 5:00 – assente nell'edizione tedesca

CD maxi-singolo (Germania)
1. Make Me Bad (Album Version) – 3:55
2. Dirty (Live) – 3:56
3. Make Me Bad (Live) – 4:10
4. Make Me Bad (Sybil Mix) – 5:16
5. Make Me Bad (Sickness in Salvation Mix) – 3:27
6. Make Me Bad (Kornography Mix) – 4:42

CD singolo (Regno Unito) – The Remixes
1. Make Me Bad (Kornography Mix) – 4:42
2. Make Me Bad (Sickness in Salvation Mix) – 3:27
3. Make Me Bad (Sybil Mix) – 5:16
4. Make Me Bad (Danny Saber's Remix) – 4:19

7" (Regno Unito)
- Lato A

1. Make Me Bad (Album Version) – 3:55

- Lato B

1. Dirty (Live) – 3:56

12" (Germania)
- Lato A

1. Make Me Bad (Kornography Mix) – 4:42
2. Make Me Bad (Sickness in Salvation Mix) – 3:27

- Lato B

1. Dirty (Live) – 3:56
2. Make Me Bad (Sybil Mix) – 5:16

## Formazione
Gruppo
- Jonathan Davis – voce, cornamusa, programmazione aggiuntiva loop di batteria
- Fieldy – basso, programmazione aggiuntiva loop di batteria
- Munky – chitarra
- Head – chitarra
- David Silveria – batteria

Altri musicisti
- Jeffy Lube – programmazione aggiuntiva loop di batteria

Produzione
- Brendan O'Brien – produzione, missaggio
- Nick Didia – registrazione
- Tobias Miller – ingegneria e montaggio aggiuntivi
- Andrew Garver – montaggio digitale
- Bryan Cook – assistenza tecnica
- Ryan Williams – assistenza tecnica
- Karl Egsieker – assistenza tecnica
- Stephen Marcussen – mastering

## Classifiche
| Classifica (2000)             | Posizione massima |
| ----------------------------- | ----------------- |
| Italia                        | 30                |
| Regno Unito                   | 25                |
| Regno Unito (rock & metal)    | 1                 |
| Stati Uniti (alternative)     | 7                 |
| Stati Uniti (mainstream rock) | 9                 |